# جان رابرتس (بازیکن فوتبال، زاده ۱۸۸۷)
جان رابرتس (انگلیسی: John Roberts؛ زادهٔ ۱۴ دسامبر ۱۸۸۷ – بعد از ۱۹۱۵) بازیکن فوتبال اهل بریتانیا است.
از باشگاه‌هایی که در آن بازی کرده‌است می‌توان به باشگاه فوتبال جنوآ، باشگاه فوتبال آ.ث. میلان و باشگاه فوتبال جنوآ اشاره کرد.